# Miltochrista detracta
Miltochrista detracta är en fjärilsart som beskrevs av Walker 1859. Miltochrista detracta ingår i släktet Miltochrista och familjen björnspinnare. Inga underarter finns listade i Catalogue of Life.